# تن‌فروشی در جمهوری آفریقای مرکزی
تن‌فروشی در جمهوری آفریقای مرکزی قانونی و رایج است. تامین یا کسب درآمد از فحشای دیگران غیرقانونی است، همچنین مجبور کردن افراد به فحشا نیز ممنوع است. مجازات این م. ارد شامل جریمه و حداکثر یک سال زندان است، اگر پرونده شامل استفاده از فرد زیر سن قانونی باشد مجازات آن ه ۵ سال حبس افزایش می‌یابد.
قاچاق انسان و تن‌فروشی کودکان یک معضل در این کشور است. یک مطالعه منتشر شده در سال ۲۰۱۷ نشان داد که حدود دو سوم از فاحشه‌ها در پایتخت، بانگی به‌صورت پاره‌وقت کار می‌کنند تا درآمد خود را تکمیل کنند یا هزینه‌های مدرسه و دانشگاه را پرداخت نمایند. برخی از فاحشه‌های تمام‌وقت به هتل‌ها، بارها و کلوب‌های شبانه مراجعه می‌کنند تا مشتریان ثروتمند، به‌ویژه مردان فرانسوی را پیدا کنند. آن‌ها به عنوان «پاپولنگه» (پروانه‌ها) یا «گبا موندجو» (به سفیدها نگاه کن) شناخته می‌شوند. کسانی که در محله‌های فقیرتر کار می‌کنند به نام «کاتا» شناخته می‌شوند.
این مطالعه نشان داد که سن روسپی‌های تمام‌وقت بین ۱۶ تا ۳۰ سال متغیر است و بیشتر آن‌ها (۹۰٪) از جمهوری آفریقای مرکزی هستند. دیگران از کنگو، چاد و کامرونبه این کشور آمده‌اند.

## اچ‌آی‌وی
کاندوم در این کشور کمیاب است همان‌طور که در دیگر کشورهای زیر صحرای آفریقا نیز این قضیه وجود دارد. به همین دلیل، عفونت‌های HIV و دیگر بیماری‌های مقاربتی در میان کارگران جنسی در این کشور بالا است. UNAIDS تخمین زده است که در سال ۲۰۱۶، ۹٫۲٪ از کارگران جنسی در این کشور به HIV مبتلا بودند. منابع دیگر نرخ عفونت را بالاتر اعلام کرده‌اند.

## تن‌فروشی کودکان
تن‌فروشی کودکان یک معضل در کشور است، و هیچ قانون قانونی برای حمایت از کودکان در قبال تجاوز جنسی وجود ندارد.
برخی از زنان جوان و دختران بدون دخالت شخص ثالث به این حرفه وارد می‌شوند تا بتوانند زنده بمانند یا هزینه‌های مدرسه/کالج خود را پرداخت کنند. دیگران برای کسب درآمد برای خانواده‌هایشان به فاحشه یا معشوقه مردان ثروتمند تبدیل می‌شوند. همچنین شواهدی از استثمار جنسی تجاری از کودکان، چه به صورت داخلی و چه به کشورهای دیگر در این منطقه وجود دارد.
در سال ۲۰۱۶، گزارش‌هایی از سوءاستفاده توسط پرسنل نیروهای حافظ صلح سازمان ملل منتشر شد. ادعا شده است که نیروهای حافظ صلح از گابن، مراکش، بوروندی و فرانسه برای داشتن رابطه جنسی با دختران ۱۳ ساله در کمپ آوارگان در نزدیکی بانگی پول پرداخت کرده‌اند. پیش از این، نیروهای حافظ صلح به ۲۲ مورد دیگر از سوءاستفاده یا استثمار جنسی متهم شده بودند.

## قاچاق جنسی
جمهوری آفریقای مرکزی یک کشور مبدأ و مقصد برای کودکانی است که در معرض قاچاق انسان، از جمله فحشای اجباری قرار می‌گیرند. بیشتر قربانیان کودک در داخل کشور قاچاق می‌شوند، اما تعداد کمتری از آنها به کشورهای کامرون، چاد، نیجریه، جمهوری کنگو، جمهوری دموکراتیک کنگو و سودان رفت و آمد می‌کنند.
در این کشور قوانین خاصی برای مقابله با قاچاق انسان وجود ندارد، اما قاچاقچیان می‌توانند تحت قوانین مربوط به فحشا، بردگی، استثمار جنسی، نقض قوانین کار و سن تحصیل اجباری مورد پیگرد قرار گیرند.
دفتر وزارت امور خارجه ایالات متحده برای نظارت و مبارزه با قاچاق انسان، این کشور را از 'سطح 3' به "لیست نظارتی ۲" در سال ۲۰۱۸ ارتقا داد.